# ロシアの地方
ロシアの地方（ロシアのちほう）では、ロシア連邦の構成主体である「地方」について説明する。

## 概要
ロシア連邦は85の連邦構成主体に分かれるが、そのうち9つは地方（ロシア語: Край, 英語: krai）を称する。
地方（クライ）は連邦大統領により指名される知事と、州民により選出される議会を持つ。州と基本的な機能に差はない。地方（クライ）という名は、ロシア帝国時代に国境地帯に置かれた歴史的な地方区分に由来し、ソビエト連邦時代にも置かれてきた。ロシアの連邦構成主体の統廃合により、2000年代に入り地方（クライ）を称する構成主体は増えている。

## ロシアの地方の一覧
| 1. アルタイ地方 2. カムチャツカ地方 3. ハバロフスク地方 | 4. クラスノダール地方 5. クラスノヤルスク地方 6. ペルミ地方 | 7. 沿海地方（プリモルスキー地方） 8. スタヴロポリ地方 9. ザバイカリエ地方 |